# Julio Anguita González
|  | Aquest article tracta sobre el polític. Si cerqueu el periodista, fill de l'anterior, vegeu «Julio Anguita Parrado». |

Julio Anguita González, també conegut com «El Califa Roig», (Fuengirola, 21 de novembre de 1941 – Còrdova, 16 de maig de 2020) fou un professor i polític comunista andalús.
Estudià magisteri i posteriorment es llicencià en Història a la Universitat de Barcelona. Va néixer en el si d'una família de militars. Es va fer membre del Partit Comunista d'Espanya el 1972 i membre del comitè central del partit a Andalusia el 1977, alcalde de Còrdova (1979-1986) i secretari general del PCE de 1989 a 1998, del 1986 al 1999 encapçalà la coalició Esquerra Unida. Fou també candidat a la presidència de la Junta d'Andalusia el 1984 i (per EU) el 1982.
Durant el seu lideratge Esquerra Unida va definir els seus continguts polítics, va créixer en vots i diputats igualant els millors resultats del PCE, s'oposà a la dissolució del PCE, va ser molt crític amb el PSOE –la política de relacions amb ell quedava condicionada pels acords concrets sobre el programa–, i s'oposà al Tractat de Maastricht. Aquesta estratègia, aprovada per la gran majoria de l'organització, li reportà enfrontaments amb els corrents minoritaris, els més greus dels quals foren la sanció per la direcció d'IU dels integrants del corrent crític Nueva Izquierda en trencar diverses vegades la disciplina de vot, fet que va comportar la seva posterior marxa com a organització pertanyent a IU, i la posterior ruptura de relacions per la majoria d'Iniciativa per Catalunya. El 21 de desembre de 1999 després del seu tercer problema cardiovascular cedí la candidatura a President del Govern a les eleccions del 2000 a Francesc Frutos i Gras. El congrés d'Esquerra Unida, celebrat l'octubre de 2000 a Madrid, va elegir l'asturià Gaspar Llamazares com a nou coordinador general de la coalició, un càrrec que els darrers anys havia ocupat Julio Anguita, i que abandonà per problemes de salut.
El seu fill Julio Anguita Parrado fou, amb José Couso, un dels periodistes espanyols morts a la guerra de l'Iraq del 2003, en aquell cas per foc iraquià.

## Trajectòria
Julio Anguita va néixer el 21 de novembre de 1941 a la localitat malaguenya de Fuengirola. Membre d'una família de militars, es va allunyar de la tradició familiar en fer estudis de Magisteri i, posteriorment, llicenciar-se en Història a la Universitat de Barcelona. Mestre de professió, l'any 1972 es va afiliar a l'aleshores clandestí Partit Comunista d'Espanya (PCE) i el 1977 va accedir al comitè central del partit a Andalusia.

### Alcalde de Còrdova
A les eleccions municipals d'abril de 1979 es va presentar com a candidat del PCE a l'alcaldia de Còrdova i va aconseguir ser el més votat encara que va quedar lluny de la majoria absoluta -el PCE va obtenir 8 dels 27 regidors en joc -. Anguita va decidir formar un govern de concentració al costat de la resta de forces polítiques (PSOE, UCD i PSA), pel que va ser elegit regidor municipal. D'aquesta manera, es va convertir en el primer i únic alcalde comunista d'una capital de província. En arribar al poder, Anguita es va trobar una difícil situació a la ciutat, i els seus primers mesos al capdavant de l'alcaldia es van topar amb nombrosos problemes. En aquells dies Còrdova era una ciutat certament degradada i amb una urgent necessitat d'intervencions urbanes, especialment a la zona deprimida que hi havia al voltant de les instal·lacions ferroviàries. La seva arribada al poder va coincidir amb la crisi econòmica de la dècada de 1970 i el tancament de moltes empreses, com va ser el cas de la fàbrica de Westinghouse Electric.
Els problemes dins del govern de concentració també van començar des de ben aviat. Les relacions amb el PSOE es van tensar arran de l'adquisició de l'empresa privada d'autobusos Aucorsa, llavors en un estat ruïnós, amb un cost de 200 milions per a les arques municipals; la posterior compra d'una nova flota d'autobusos per valor de 300 milions de pessetes i la gestió de l'operació van suposar un nou desencontre entre socialistes i comunistes. El 1980 tant el PSOE com la UCD van bloquejar diverses iniciatives econòmiques, com la creació d'una cadena de ràdio local de caràcter públic, la gestió de l'empresa municipal d'aigües, o la revisió del Pla General d'Ordenació Urbana (PGOU). l'esclat d'un nou escàndol arran de l'anomenat «Cas Provienco» -la compra municipal d'un immoble que Anguita va autoritzar sense coneixement ni aprovació de la corporació municipal- va portar a la ruptura definitiva amb el PSOE. Poc després també arribaria la ruptura amb la UCD per l'enfrontament que Anguita va mantenir amb el bisbe de Còrdova, a compte de la cessió de l'antic convent de Santa Clara a un col·lectiu musulmà encapçalat pel saudita Ali Ketanni. no obstant això, aquesta cessió no prosperaria i va quedar en un no-res.
Tot i la crisi econòmica que travessava la ciutat i els problemes que travessava el govern municipal, la seva popularitat entre la població cordovesa va continuar sent força elevada. A les eleccions municipals de 1983 va ser reelegit com a alcalde, però aquest cop per majoria absoluta (17 regidors). Després d'aquest aclaparador triomf se'l va començar a conèixer com el «Califa roig». La nova majoria absoluta del PCE portaria a la formació d'un tàndem de govern entre Anguita i el seu tinent d'alcalde, Herminio Trigo. És ressenyable que seria per aquesta època quan es va sol·licitar a la UNESCO la declaració de la Mesquita-catedral de Còrdova com a Patrimoni Cultural de la Humanitat, cosa que finalment es va aconseguir l'any 1984.
A partir de 1983, després de l'aclaparadora victòria socialista a les eleccions generals de 1982, Anguita va mantenir una actitud d'enfrontament i de cert victimisme enfront del govern espanyol i altres institucions governades per socialistes. Aquesta nova política va fer que el desenvolupament de la ciutat es veiés notablement paralitzat. La construcció d'una nova estació de ferrocarril va ser un altre dels assumptes polèmics d'aquesta època. Anguita va mantenir nombrosos enfrontaments amb RENFE i el Ministeri de Foment espanyol, donada la pretensió d'Anguita que els terrenys alliberats de l'antiga estació passessin a propietat de l'Ajuntament i que fos l'Estat qui financés exclusivament les obres de la nova estació, una idea que va xocar amb la frontal oposició de RENFE i el ministeri. La posició d'Anguita va provocar que la construcció de la nova estació quedés paralitzada durant gairebé una dècada.
L'any 1985 va enviar una carta a l'aleshores president de govern, Felipe González, en la qual s'oposava a la petició d'aquest d'impulsar la construcció des dels ajuntaments d'Espanya, com a solució al problema de l'atur. En aquesta carta també defensava l'autonomia municipal i el respecte a la Llei del Sòl vigent en aquell moment per a impulsar un model urbanístic sostenible. A més, Anguita va procedir a la congelació de les llicències d'obres i del Pla General d'Ordenació Urbana (PGOU), decisió que va trobar un ampli rebuig des nombrosos sectors de Còrdova, fins i tot amb la frontal oposició del tinent d'alcalde i company de partit, Herminio Trigo.
Al començament de 1986 va dimitir del seu càrrec i va renunciar a presentar-se de nou com a alcalde per a les següents eleccions. No obstant això, poc després saltaria a l'àmbit polític andalús en convertir-se en el candidat d'Esquerra Unida (EU) a la presidència de la Junta d'Andalusia.

### Secretari general del PCE i coordinador d'EU

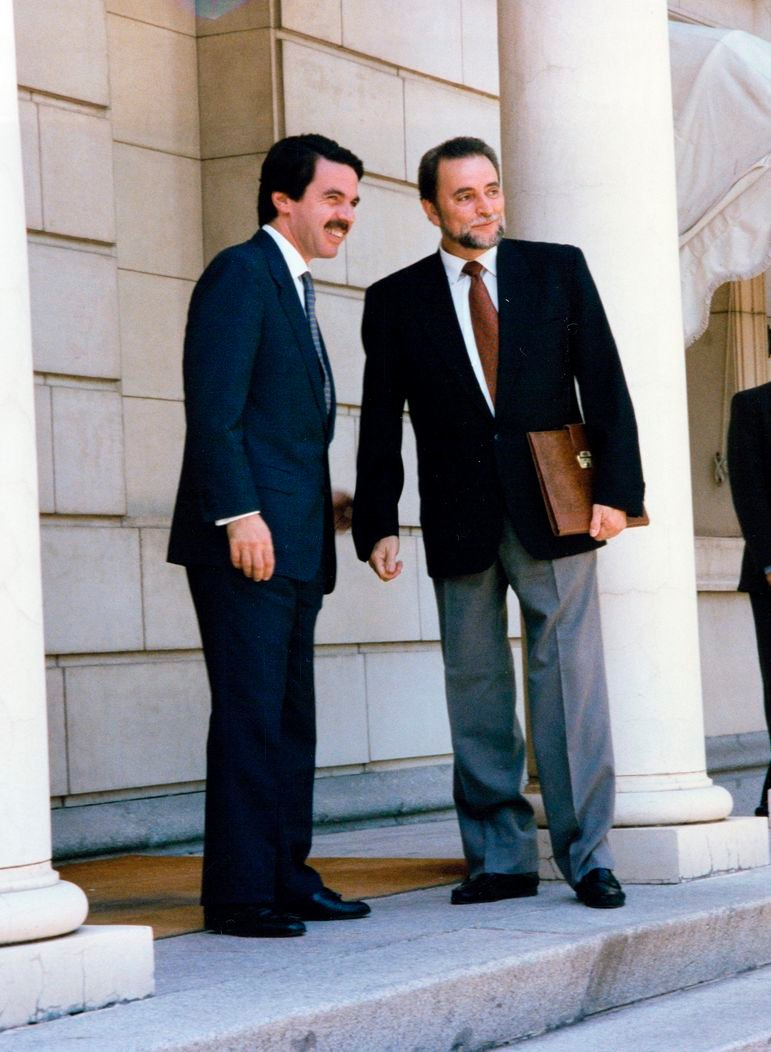
Fotografia amb José María Aznar al Palau de la Moncloa (1999).

L'estrepitós fracàs del PCE a les eleccions generals espanyoles de 1982 va fer que es plantegés un seriós procés de reorganització interna. Va ser l'any 1986 quan el PCE, al costat d'altres forces polítiques minoritàries, van posar les bases per a la fundació d'Esquerra Unida (EU). De cara a les eleccions autonòmiques andaluses de 1986, EU va obtenir el 18% dels vots i 19 escons, com una mostra de l'èxit de la nova marca.
Al febrer de 1988 va ser triat secretari general del PCE i a l'any següent es va posar al front d'Esquerra Unida, obtenint el seu escó al Congrés dels Diputats durant les eleccions de 1989. També va ser triat diputat i portaveu de grup parlamentari d'Esquerra Unida al Congrés dels Diputats l'any 1993 i 1996, anys en què EU va obtenir els seus millors resultats electorals, al voltant del 10% dels vots. Va defensar una línia política per a EU basada en la teoria de les dues ribes (basat en l'establiment de diferències entre, d'una banda, el Partit Popular i el Partit Socialista Obrer Espanyol, i de l'altra, Esquerra Unida) i el sorpasso (segons el qual EU havia d'aspirar a sobrepassar al PSOE com a força hegemònica de l'esquerra a Espanya). Així mateix, va afirmar que els acords amb el PSOE s'havien d'establir sota acords programàtics concrets, i mai per sistema (concepció expressada en el seu conegut lema «programa, programa, programa»).
El setembre del 1997, a la festa del PCE, Anguita va anunciar que anirien a defensar una Espanya republicana i federal, i a la festa de l'any següent, va defensar el dret d'autodeterminació dels pobles, i aclaria que el seu partit només havia acceptat la monarquia de manera temporal, durant la Transició espanyola, per a arribar al consens, sempre que es desenvolupés la Constitució de 1978.
El 5 de desembre de 1998 va deixar la secretaria general durant el XV Congrés del PCE, demanant als militants comunistes que reivindiquessin els principis de l'anticapitalisme, de l'antisistema i la lluita per a una societat igualitària. En el terreny polític va equiparar el PSOE i el PP i va cridar a sometent a la militància per a recuperar la lluita al carrer.
Després d'un tercer problema cardiovascular, a finals de 1999 va cedir la candidatura a la presidència del Govern de les eleccions generals espanyoles de 2000 a Francisco Frutos al·legant raons de salut. A la VI Assemblea d'Esquerra Unida, a l'octubre de 2000, va ser substituït en el càrrec de coordinador general per Gaspar Llamazares. És dels pocs polítics que després d'estar més de 8 anys com a parlamentari va renunciar a la pensió de jubilació com a exdiputat i rep la de mestre d'escola.

### Refundació de l'esquerra

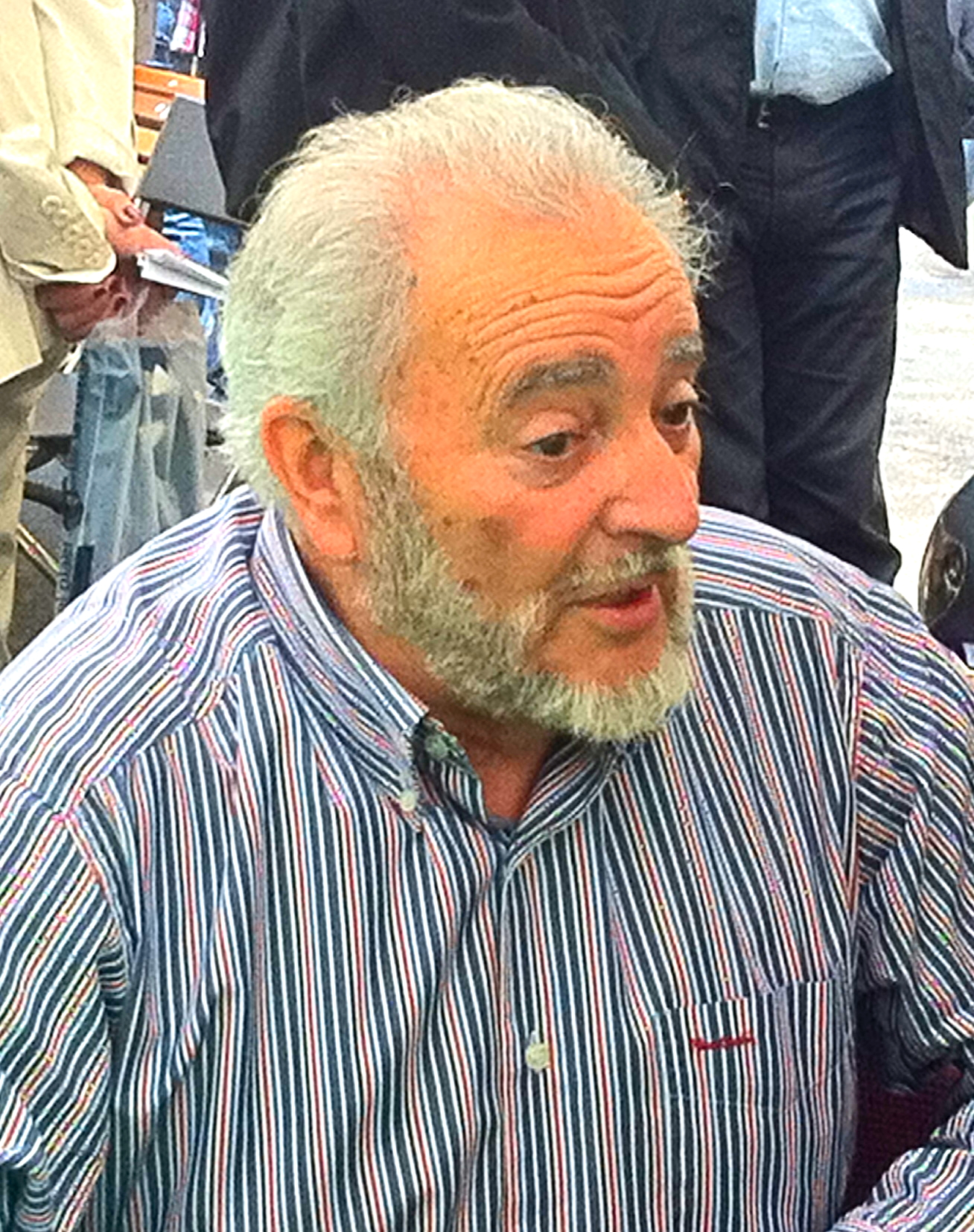
Julio Anguita el 2014

L'1 de juny de 2005, al XVII Congrés del PCE, va presentar un document en el qual es feia una crida a la refundació del partit, i es reflexionava sobre el Moviment Comunista Internacional. Va assenyalar l'impacte negatiu que va portar la caiguda de la Unió Soviètica i el acriticisme i submissió dels sindicats i l'esquerra a l'ordre capitalista establert.
El 22 d 'abril de 2008 va remetre al comitè federal del PCE un document en el qual defensava la necessitat d'una «refundació» d'EU. A la carta, va atribuir la davallada electoral a la «manca d'una línia clara», i de la inexistència d'un programa coherent. Va defensar la democràcia radical, la lluita per la Tercera República espanyola i el federalisme, tant per al model organitzatiu de la coalició com per al model d'Estat defensat. Segons la seva opinió, el debat hauria d'obrir-se en la següent assemblea federal d'EU.

## Publicacions
- Desamortización eclesiástica en la ciudad de Córdoba (1836-1845) (1984)
- Otra Andalucía: Julio Anguita y Rafael Alberti, mano a mano (1986)
- Corazón Rojo: la vida después de un infarto (2005)
- El tiempo y la memoria, amb Rafael Martínez-Simancas (2006)
- Combates de este tiempo (2011)[20]
- Conversaciones sobre la III República, amb Carmen Reina (2013)[21]
- A la izquierda de lo posible: conversación entre Julio Anguita y Juan Carlos Monedero, amb Juan Carlos Monedero (2013)
- Contra la ceguera, amb Julio Flor (2013)
- ¡Rebelión! (2014)
- Atraco a la memoria. Un recorrido histórico por la vida política de Julio Anguita, amb Juan Andrade Blanco (2015)

### Col·laboracions
- Pròleg d'El libro de las 35 horas, d'autoria diversa (1998)
- Pròleg de La Globalización Neoliberal y sus repercusiones en la educación, d'Enrique Díez (2007)
- Pròleg de Diego Cañamero Valle, el hombre con los pies en la tierra, de Joaquín Recio (2010)
- Pròleg de Razones para la rebeldía, de Willy Toledo (2011)